# نهائي كأس الاتحاد الإنجليزي 1936
نهائي كأس الاتحاد الإنجليزي 1936 (بالإنجليزية: FA Cup final 1936) هي مباراة كرة قدم الختامية لتحديد الفائز في بطولة كأس الاتحاد الإنجليزي 1935–36 في البطولة الواحدة والستين من مسابقة كأس الاتحاد الإنجليزي في بطولة الأقدم في تاريخ في كرة القدم وينظمها الاتحاد الإنجليزي لكرة القدم، أقيمت المباراة بين فريقي أرسنال وشيفيلد يونايتد في 25 أبريل 1936 على ملعب ويمبلي، والنهائي الرابع عشر على الملعب الوطني منذ نهائي كأس الاتحاد الإنجليزي 1923.
استُبعد كل فريق من الدور الثالث، ثم تأهل عبر خمس جولات قبل الوصول إلى النهائي. وصل نادي أرسنال بعد مرحلة ناجحة حيث جاء لهذا النهائي بعد ألقاب دوري الدرجة الأولى، بينما كان شيفيلد يونايتد يحاول محاكاة نجاح غريمه شيفيلد وينزداي في البطولة في العام السابق. شهدت أحداث الشوط الأول تقارب الفريقين، فيما شهد الشوط ثاني سيطرت أرسنال، الذي فاز بهدف واحد، سجله تيد دريك في الدقيقة 74. أدى حظر وسائل الإعلام الذي فرضه مسؤولو الملعب إلى اضطرار المراسلين إلى الطيران فوق الملعب في طائرات أوتوجايرو لمشاهدة المباراة، كما أجرت هيئة الإذاعة البريطانية (بي بي سي) تجارب على المعلقين الرياضيين لأول مرة أثناء بثها المباشر للمباراة النهائية.